# سياسة النزاع
سياسة النزاع هي استخدام أساليب العنف للتعبير عن وجهة نظر سياسية أو تغيير سياسة الحكومة. ومن أمثلة تلك الأساليب الأفعال التي تعيق الأنشطة الطبيعية للمجتمع مثل التظاهرات والإضراب العام والشغب والإرهاب والعصيان المدني وحتى الثورة أو التمرد. وغالبًا ما تشارك الحركات الاجتماعية في سياسة النزاع. ويميز المفهوم ما بين أشكال النزاع هذه وبين الأفعال اليومية للمقاومة التي فسرها جيمس سي سكوت، والحرب بين الدول وأشكال النزاع التي تستخدم كليةً داخل السياقات المؤسسية، مثل الانتخابات أو الرياضات. ويعرف تيلي سياسة النزاع بأنها:
- "تعاملات يدعي فيها الفاعلون ادعاءات تجني على مصالح شخص آخر، وهنا تبدو الحكومات كأنها أهداف لتلك الادعاءات أو هي من تدعي تلك الادعاءات أو هي طرف ثالث.

لقد وجدت سياسة النزاع منذ قديم الزمان ولكن يختلف شكلها باختلاف الزمان والمكان. فمثلاً يقول عالم الاجتماع التاريخي تشارلز تيلي أن طبيعة سياسة النزاع قد تغيرت تغيرًا كبيرًا مع ميلاد الحركات الاجتماعية في القرن الثامن عشر في أوروبا.
ولقد تطور مفهوم سياسة النزاع على مدار العقد الأول من القرن العشرين، وحتى بداية القرن الحادي والعشرين، وذلك على يد العلماء البارزين في هذا المجال في الولايات المتحدة: سيدني تاروس وتشارلز تيلي ودوج ماك آدم. وحتى تطور هذا المجال، كانت دراسة سياسة النزاع مقسمة بين عدد من التقاليد بحيث يهتم كل تقليد منها بوصف وتفسير ظاهرة سياسة النزاع المختلفة، لا سيما الحركة الاجتماعية والإضراب والثورة. ولقد كان الهدف الأساسي لهؤلاء الكتاب الثلاثة هو تقديم تفسير لهذه الظواهر وغيرها من سياسات النزاع تحت جدول أعمال بحثي واحد. ويظل هناك حالة من التعدد المهم في جداول الأعمال بالإضافة إلى جدول الأعمال الذي اقترحه هؤلاء الثلاثة.

## علماء بارزون
- دوج ماك آدم
- برتو ميلوكسي
- تشارلز تيلي
- سيدني تارو
- آلين تورين